# Villemontoire
Villemontoire é uma comuna francesa na região administrativa de Altos da França, no departamento de Aisne. Estende-se por uma área de 7,65 km². Em 2010 a comuna tinha 188 habitantes (densidade: 24,6 hab./km²).